# Charles Willson Peale

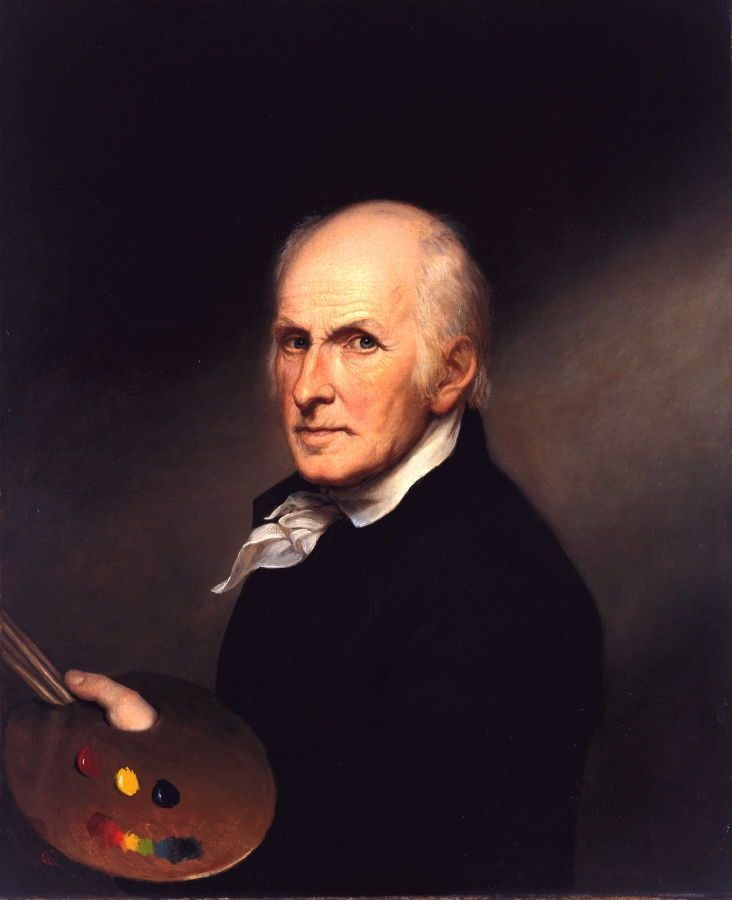
Självporträtt av Charles Willson Peale (1822).

Charles Willson Peale, född 15 april 1741 i Chester, Maryland, död 22 februari 1827 i Philadelphia, Pennsylvania, var en amerikansk konstnär, militär och naturalist. Han är mest känd för de porträttmålningar som föreställer många av amerikanska revolutionens ledande gestalter. Han var äldre bror till konstnären James Peale.
Fadern Charles Peale var en engelsk dandy som förvisades till kolonin Maryland efter att ha försnillat pengar från brittiska postverket. Namnet Willson fick Peale efter en rik farbror, Wilson Peale, trots stavningen med två l. Modern Margaret Matthews blev ensamförsörjare då Charles Peale dog. Åtta år gammal skickades Charles Willson Peale iväg i en välgörenhetsskola. Fem år senare lämnade han skolan och blev sadelmakarlärling.
I slutet av 1760-talet introducerade sig Peale till Benjamin Franklin i London. Den 35 år äldre Franklin hade känt Peales far. På 1780-talet, efter att ha blivit en känd porträttmålare, blev Peale medlem i det av Franklin grundade sällskapet American Philosophical Society i Philadelphia. Franklin var fortfarande kvar som sällskapets ordförande fram till sin död år 1790.
Peale målade 1772 det första porträttet av George Washington. I amerikanska revolutionskriget deltog han i Philadelphias milis. Utöver Washingtons och Franklins porträtt målade han porträtt av bland andra Thomas Jefferson, John Hancock och Nathanael Greene.
Under 1780-talet grundade Peale ett naturhistoriskt museum i Philadelphia som även fungerade som konstmuseum. Museet blev snart ett av de mest framgångsrika av sitt slag och blev en heltidssyssla för Peale. I USA fanns inga motsvarande institutioner som Philadelphia Museum vid tiden av grundandet och den fick fungera som modell för amerikanska museer. Peales marknadsföringskampanjer och sättet att locka donationer till museet hade stor betydelse för museiväsendets utveckling i USA. Syftet med Peales verksamhet var att amerikaner oavsett samhällsklass skulle få tillgång till kunskap. Sönerna ärvde museet efter Peales död men verksamheten upphörde redan på 1840-talet. Ett resultat av museiverksamheten var öppnandet av Peale Museum i Baltimore år 1814. Porträttmålaren och sonen Rembrandt Peale var ansvarig för verksamheten i Baltimore de första åren. Museet i Baltimore var det äldsta i USA då det stängdes år 1997.